# Cinquante-deuxième district congressionnel de Californie
Le 52e district congressionnel de Californie est un district de l'État de Californie aux États-Unis. Le district est actuellement représenté par le Démocrate Juan Vargas.
Le district comprend actuellement les parties sud-ouest du Comté de San Diego. Les villes du district comprennent National City, Chula Vista et Imperial Beach.

## Géographie
| #  | Comté     | Siège     | Population |
| -- | --------- | --------- | ---------- |
| 73 | San Diego | San Diego | 3 269 973  |

Depuis le redécoupage de 2020, le 52e district congressionnel de Californie est situé dans le sud de la Californie. Il englobe la région de South Bay du Comté de San Diego.
Le Comté de San Diego est divisé entre ce district, le 50e district, le 51e district et le 48e district. Les 52e et 48e sont séparés par San Miguel Rd, Proctor Valley Rd, Camino Mojave/Jonel Way, Highway 125, Upper Otay Reservoir, Otay Lakes Rd, Otay Valley Regional Park, Alta Rd et Otay Mountain Truck Trail.
Les 52e et 50e sont divisés par Iowa St, University Ave, Inland Freeway, Escondido Freeway, Martin Luther King Jr Freeway, John J Montgomery Freeway, and San Diego Bay.
Le 52e et le 51e sont séparées par El Cajon Blvd, 58th St, Streamview Dr, College Ave, Meridian Ave, Lemarand Ave, Highway 94, Charlene Ave, 69th St, Imperial Ave, Larwood Rd, Taft St, Lincoln Pl, Glencoe Dr , Braddock St, Carlisle Dr, Carlsbad Ct/Osage Dr, Potrero St, Carlsbad St, Innsdale Ave, Worthington St/Innsdale Ln, Brady Ct/Innsdale Ln, Parkbrook Way/Alene St, Tinaja Ln/Bluffview Rd, Highway 54, Sweetwater chemin et chemin Bonita.
Le 52e district comprend les villes de Chula Vista, National City, Imperial Beach, ainsi que la census-designated place de Bonita. Il englobe également les quartiers de San Diego de Paradise Hills, Logan Heights, Encanto, Mountain View, Barrio Logan, Shelltown, Lincoln Park, Nestor, Otay Mesa et South San Diego.

### Villes et CDP de 10 000 personnes ou plus
- San Diego - 1 388 320
- Chula Vista - 275 487
- National City - 56 173
- Imperial Beach - 26 137
- Bonita - 12 917

## Historique de vote
| Année | Poste                              | Résultats                      |
| ----- | ---------------------------------- | ------------------------------ |
| 1992  | Président                          | Bush 36,6 % – 33,8 %           |
| 1992  | Sénateur                           | Herschensohn 49,2 % – 38,8 %   |
| 1992  | Sénateur (Spéciale)                | Seymour 46,0 % – 43,0 %        |
| 1994  | Gouverneur                         | Wilson 65,3 % – 29,0 %         |
| 1994  | Sénateur                           | Huffington 58,1 % – 31,7 %     |
| 1996  | Président                          | Dole 47,6 % - 41,2 %           |
| 1998  | Gouverneur                         | Lungren 48,3 % – 47,1 %        |
| 1998  | Sénateur                           | Fong 51,8 % – 42,8 %           |
| 2000  | Président                          | Bush 54,4 % – 41,2 %           |
| 2000  | Senator                            | Feinstein 46,6 % – 44,4 %      |
| 2002  | Gouverneur                         | Simon 58,0 % – 34,8 %          |
| 2003  | Recall,                            | Oui 72,1 % - 27,9 %            |
| 2003  | Recall,                            | Schwarzenegger 65,5 % – 17,3 % |
| 2004  | Président                          | Bush 61,4 % – 37,7 %           |
| 2004  | Sénateur                           | Jones 51,5 % – 44,4 %          |
| 2006  | Gouverneur                         | Schwarzenegger 72,4 % – 24,3 % |
| 2006  | Sénateur                           | Mountjoy 49,6 % – 46,0 %       |
| 2008  | Président                          | McCain 53,4 % – 45,0 %         |
| 2010  | Gouverneur                         | Whitman 57,4 % – 36,5 %        |
| 2010  | Sénateur                           | Fiorina 59,4 % – 34,9 %        |
| 2012  | Président                          | Obama 52,1 % – 45,7 %          |
| 2012  | Sénateur                           | Feinstein 54,5 % – 44,5 %      |
| 2014  | Gouverneur                         | Brown 52,3 % – 47,7 %          |
| 2016  | Président                          | Clinton 58,1 % – 35,6 %        |
| 2016  | Sénateur                           | Harris 63,5 % – 36,5 %         |
| 2018  | Gouverneur                         | Newsom 58,3 % – 41,7 %         |
| 2018  | Lieutenant-Gouverneur              | Kounalakis 67,0 % - 33,0 %     |
| 2018  | Secrétaire d'État                  | Padilla 60,4 % - 39,6 %        |
| 2018  | Contrôleur                         | Yee 60,8 % - 39,2 %            |
| 2018  | Trésorier                          | Ma 59,5 % - 40,5 %             |
| 2018  | Procureur Général                  | Becerra 59,5 % - 40,5 %        |
| 2018  | Commissaire aux Assurances         | Poizner 51,0 % - 49,0 %        |
| 2018  | Board of Equalization, 4e district | Schaefer 55,3 % - 44,7 %       |
| 2018  | Sénateur                           | Feinstein 56,3 % – 43,7 %      |
| 2020  | Président                          | Biden 63,4 % – 34,2 %          |
| 2021  | Recall                             | Non 60,9 % - 39,1 %            |
| 2022  | Gouverneur                         | Newsom 63,1 % - 34,2 %         |
| 2022  | Sénateur                           | Padilla 64,8 % - 35,2 %        |
| 2022  | Sénateur (Spéciale)                | Padilla 64,5 % - 35,5 %        |

## Liste des Représentants du district
| Membre                          | Parti       | Années                          | Congrès     | Histoire électorale | Zone géographique                                       |
| ------------------------------- | ----------- | ------------------------------- | ----------- | --- | ------------------------------------------------------- |
| District créé le 3 janvier 1993 |             |                                 |             | |                                                         |
| Duncan L. Hunter                | Républicain | 3 janvier 1993 - 3 janvier 2009 | 103e - 110e | Redécoupage depuis le 45e district et réélu en 1992. Réélu en 1994. Réélu en 1996. Réélu en 1998. Réélu en 2000. Réélu en 2002. Réélu en 2004. Réélu en 2006. Retrait. | 1993–2003 Imperial, San Diego (Partie Est)              |
| Duncan L. Hunter                | Républicain | 3 janvier 1993 - 3 janvier 2009 | 103e - 110e | Redécoupage depuis le 45e district et réélu en 1992. Réélu en 1994. Réélu en 1996. Réélu en 1998. Réélu en 2000. Réélu en 2002. Réélu en 2004. Réélu en 2006. Retrait. | 2003–2013 San Diego (Partie Est)                        |
| Duncan D. Hunter                | Républicain | 3 janvier 2009 - 3 janvier 2013 | 111e , 112e | Élu en 2008. Réélu en 2010. Redécoupage vers le 50e district. |                                                         |
| Scott Peters                    | Démocrate   | 3 janvier 2013 - 3 janvier 2023 | 113e - 117e | Élu en 2012. Réélu en 2014. Réélu en 2016. Réélu en 2018. Réélu en 2020. Redécoupage vers le 50e district.                                                             | 2013–2023 Partie côtière de San Diego (La Jolla, Poway) |
| Juan Vargas                     | Démocrate   | 3 janvier 2023 - en cours       | 118e - 119e | Redécoupage depuis le 51e district et réélu en 2022. Réélu en 2024. | 2023–en cours Parties sud-ouest du comté de San Diego   |

## Résultats des récentes élections
Voici les résultats des dix précédents cycles électoraux dans le district.

### 2004
| Élection de 2004 du 52e district congressionnel de Californie | Élection de 2004 du 52e district congressionnel de Californie | Élection de 2004 du 52e district congressionnel de Californie | Élection de 2004 du 52e district congressionnel de Californie | Élection de 2004 du 52e district congressionnel de Californie |
| ------------------------------------------------------------- | ------------------------------------------------------------- | ------------------------------------------------------------- | ------------------------------------------------------------- | ------------------------------------------------------------- |
| Parti                                                         | Parti                                                         | Candidat                                                      | Votes                                                         | %                                                             |
|                                                               | Républicain                                                   | Duncan L. Hunter (sortant)                                    | 187 799                                                       | 67,0                                                          |
|                                                               | Démocrate                                                     | Brian S. Keliher                                              | 74 857                                                        | 27,7                                                          |
|                                                               | Libertarien                                                   | Michael Benoit                                                | 8782                                                          | 3,3                                                           |
| Total des votes                                               | Total des votes                                               | Total des votes                                               | 271 438                                                       | 100%                                                          |
|                                                               | Les Républicains conservent                                   |                                                               |                                                               |                                                               |

### 2006
| Élection de 2006 du 52e district congressionnel de Californie | Élection de 2006 du 52e district congressionnel de Californie | Élection de 2006 du 52e district congressionnel de Californie | Élection de 2006 du 52e district congressionnel de Californie | Élection de 2006 du 52e district congressionnel de Californie |
| ------------------------------------------------------------- | ------------------------------------------------------------- | ------------------------------------------------------------- | ------------------------------------------------------------- | ------------------------------------------------------------- |
| Parti                                                         | Parti                                                         | Candidat                                                      | Votes                                                         | %                                                             |
|                                                               | Républicain                                                   | Duncan L. Hunter (sortant)                                    | 123 696                                                       | 64,7                                                          |
|                                                               | Démocrate                                                     | John Rinaldi                                                  | 61 208                                                        | 32,0                                                          |
|                                                               | Libertarien                                                   | Michael Benoit                                                | 6465                                                          | 3,3                                                           |
| Total des votes                                               | Total des votes                                               | Total des votes                                               | 191 369                                                       | 100%                                                          |
|                                                               | Les Républicains conservent                                   |                                                               |                                                               |                                                               |

### 2008
| Élection de 2008 du 52e district congressionnel de Californie | Élection de 2008 du 52e district congressionnel de Californie | Élection de 2008 du 52e district congressionnel de Californie | Élection de 2008 du 52e district congressionnel de Californie | Élection de 2008 du 52e district congressionnel de Californie |
| ------------------------------------------------------------- | ------------------------------------------------------------- | ------------------------------------------------------------- | ------------------------------------------------------------- | ------------------------------------------------------------- |
| Parti                                                         | Parti                                                         | Candidat                                                      | Votes                                                         | %                                                             |
|                                                               | Républicain                                                   | Duncan D. Hunter                                              | 160 724                                                       | 56,4                                                          |
|                                                               | Démocrate                                                     | Mike Lumpkin                                                  | 111 051                                                       | 39,0                                                          |
|                                                               | Libertarien                                                   | Michael Benoit                                                | 13 316                                                        | 4,6                                                           |
| Total des votes                                               | Total des votes                                               | Total des votes                                               | 285 091                                                       | 100%                                                          |
|                                                               | Les Républicains conservent                                   |                                                               |                                                               |                                                               |

### 2010
| Élection de 2010 du 52e district congressionnel de Californie | Élection de 2010 du 52e district congressionnel de Californie | Élection de 2010 du 52e district congressionnel de Californie | Élection de 2010 du 52e district congressionnel de Californie | Élection de 2010 du 52e district congressionnel de Californie |
| ------------------------------------------------------------- | ------------------------------------------------------------- | ------------------------------------------------------------- | ------------------------------------------------------------- | ------------------------------------------------------------- |
| Parti                                                         | Parti                                                         | Candidat                                                      | Votes                                                         | %                                                             |
|                                                               | Républicain                                                   | Duncan D. Hunter                                              | 139 437                                                       | 63,1                                                          |
|                                                               | Démocrate                                                     | Ray Lutz                                                      | 70 860                                                        | 32,1                                                          |
|                                                               | Libertarien                                                   | Michael Benoit                                                | 10 731                                                        | 4,8                                                           |
| Total des votes                                               | Total des votes                                               | Total des votes                                               | 221 028                                                       | 100%                                                          |
|                                                               | Les Républicains conservent                                   |                                                               |                                                               |                                                               |

### 2012
| Élection de 2012 du 52e district congressionnel de Californie | Élection de 2012 du 52e district congressionnel de Californie | Élection de 2012 du 52e district congressionnel de Californie | Élection de 2012 du 52e district congressionnel de Californie | Élection de 2012 du 52e district congressionnel de Californie |
| ------------------------------------------------------------- | ------------------------------------------------------------- | ------------------------------------------------------------- | ------------------------------------------------------------- | ------------------------------------------------------------- |
| Parti                                                         | Parti                                                         | Candidat                                                      | Votes                                                         | %                                                             |
|                                                               | Démocrate                                                     | Scott Peters                                                  | 151 451                                                       | 51,2                                                          |
|                                                               | Républicain                                                   | Brian Billbray (sortant)                                      | 144 459                                                       | 48,8                                                          |
| Total des votes                                               | Total des votes                                               | Total des votes                                               | 295 910                                                       | 100%                                                          |
|                                                               | Les Démocrates prennent aux Républicains                      |                                                               |                                                               |                                                               |

### 2014
| Élection de 2014 du 52e district congressionnel de Californie | Élection de 2014 du 52e district congressionnel de Californie | Élection de 2014 du 52e district congressionnel de Californie | Élection de 2014 du 52e district congressionnel de Californie | Élection de 2014 du 52e district congressionnel de Californie |
| ------------------------------------------------------------- | ------------------------------------------------------------- | ------------------------------------------------------------- | ------------------------------------------------------------- | ------------------------------------------------------------- |
| Parti                                                         | Parti                                                         | Candidat                                                      | Votes                                                         | %                                                             |
|                                                               | Démocrate                                                     | Scott Peters (sortant)                                        | 98 826                                                        | 51,6                                                          |
|                                                               | Républicain                                                   | Carl DeMaio                                                   | 92 746                                                        | 48,4                                                          |
| Total des votes                                               | Total des votes                                               | Total des votes                                               | 191 572                                                       | 100%                                                          |
|                                                               | Les Démocrates conservent                                     |                                                               |                                                               |                                                               |

### 2016
| Élection de 2016 du 52e district congressionnel de Californie | Élection de 2016 du 52e district congressionnel de Californie | Élection de 2016 du 52e district congressionnel de Californie | Élection de 2016 du 52e district congressionnel de Californie | Élection de 2016 du 52e district congressionnel de Californie |
| ------------------------------------------------------------- | ------------------------------------------------------------- | ------------------------------------------------------------- | ------------------------------------------------------------- | ------------------------------------------------------------- |
| Parti                                                         | Parti                                                         | Candidat                                                      | Votes                                                         | %                                                             |
|                                                               | Démocrate                                                     | Scott Peters (sortant)                                        | 181 253                                                       | 56,5                                                          |
|                                                               | Républicain                                                   | Denise Gitsham                                                | 139 403                                                       | 43,5                                                          |
| Total des votes                                               | Total des votes                                               | Total des votes                                               | 320 656                                                       | 100%                                                          |
|                                                               | Les Démocrates conservent                                     |                                                               |                                                               |                                                               |

### 2018
| Élection de 2018 du 52e district congressionnel de Californie | Élection de 2018 du 52e district congressionnel de Californie | Élection de 2018 du 52e district congressionnel de Californie | Élection de 2018 du 52e district congressionnel de Californie | Élection de 2018 du 52e district congressionnel de Californie |
| ------------------------------------------------------------- | ------------------------------------------------------------- | ------------------------------------------------------------- | ------------------------------------------------------------- | ------------------------------------------------------------- |
| Parti                                                         | Parti                                                         | Candidat                                                      | Votes                                                         | %                                                             |
|                                                               | Démocrate                                                     | Scott Peters (sortant)                                        | 188 992                                                       | 63,8                                                          |
|                                                               | Républicain                                                   | Omar Qudrat                                                   | 107 015                                                       | 36,2                                                          |
| Total des votes                                               | Total des votes                                               | Total des votes                                               | 296 007                                                       | 100%                                                          |
|                                                               | Les Démocrates conservent                                     |                                                               |                                                               |                                                               |

### 2020
| Élection de 2020 du 52e district congressionnel de Californie | Élection de 2020 du 52e district congressionnel de Californie | Élection de 2020 du 52e district congressionnel de Californie | Élection de 2020 du 52e district congressionnel de Californie | Élection de 2020 du 52e district congressionnel de Californie |
| ------------------------------------------------------------- | ------------------------------------------------------------- | ------------------------------------------------------------- | ------------------------------------------------------------- | ------------------------------------------------------------- |
| Parti                                                         | Parti                                                         | Candidat                                                      | Votes                                                         | %                                                             |
|                                                               | Démocrate                                                     | Scott Peters (sortant)                                        | 244 145                                                       | 61,6                                                          |
|                                                               | Républicain                                                   | Jim DeBello                                                   | 152 350                                                       | 38,4                                                          |
| Total des votes                                               | Total des votes                                               | Total des votes                                               | 396 495                                                       | 100%                                                          |
|                                                               | Les Démocrates conservent                                     |                                                               |                                                               |                                                               |

### 2022
La Californie a tenu sa Primaire Jungle le 7 juin 2022, selon ce système de Primaire, tous les candidats sont sur le même bulletin de vote, et les deux arrivés en tête s'affronteront le jour de l'Élection Générale, à savoir le 8 novembre 2022.
| Primaire Jungle 2022 du 52e district congressionnel de Californie | Primaire Jungle 2022 du 52e district congressionnel de Californie | Primaire Jungle 2022 du 52e district congressionnel de Californie | Primaire Jungle 2022 du 52e district congressionnel de Californie | Primaire Jungle 2022 du 52e district congressionnel de Californie |
| ----------------------------------------------------------------- | ----------------------------------------------------------------- | ----------------------------------------------------------------- | ----------------------------------------------------------------- | ----------------------------------------------------------------- |
| Parti                                                             | Parti                                                             | Candidat                                                          | Votes                                                             | %                                                                 |
|                                                                   | Démocrate                                                         | Juan Vargas (sortant)                                             | 56 827                                                            | 59,1                                                              |
|                                                                   | Républicain                                                       | Tyler Geffeney                                                    | 29 348                                                            | 30,5                                                              |
|                                                                   | Démocrate                                                         | Joaquin Vazquez                                                   | 9965                                                              | 10,4                                                              |

| Élection de 2022 du 52e district congressionnel de Californie | Élection de 2022 du 52e district congressionnel de Californie | Élection de 2022 du 52e district congressionnel de Californie | Élection de 2022 du 52e district congressionnel de Californie | Élection de 2022 du 52e district congressionnel de Californie |
| ------------------------------------------------------------- | ------------------------------------------------------------- | ------------------------------------------------------------- | ------------------------------------------------------------- | ------------------------------------------------------------- |
| Parti                                                         | Parti                                                         | Candidat                                                      | Votes                                                         | %                                                             |
|                                                               | Démocrate                                                     | Juan Vargas (sortant)                                         | 100 686                                                       | 66,7                                                          |
|                                                               | Républicain                                                   | Tyler Geffeney                                                | 50 330                                                        | 33,3                                                          |
| Total des votes                                               | Total des votes                                               | Total des votes                                               | 151 016                                                       | 100%                                                          |
|                                                               | Les Démocrates conservent                                     |                                                               |                                                               |                                                               |

### 2024
La Californie a tenu sa Primaire Jungle le 5 mars 2024, selon ce système de Primaire, tous les candidats sont sur le même bulletin de vote, et les deux arrivés en tête s'affronteront le jour de l'Élection Générale, à savoir le 5 novembre 2024.
| Primaire Jungle 2024 du 52e district congressionnel de Californie | Primaire Jungle 2024 du 52e district congressionnel de Californie | Primaire Jungle 2024 du 52e district congressionnel de Californie | Primaire Jungle 2024 du 52e district congressionnel de Californie | Primaire Jungle 2024 du 52e district congressionnel de Californie |
| ----------------------------------------------------------------- | ----------------------------------------------------------------- | ----------------------------------------------------------------- | ----------------------------------------------------------------- | ----------------------------------------------------------------- |
| Parti                                                             | Parti                                                             | Candidat                                                          | Votes                                                             | %                                                                 |
|                                                                   | Démocrate                                                         | Juan Vargas (sortant)                                             | 62 511                                                            | 65,0                                                              |
|                                                                   | Républicain                                                       | Justin Lee                                                        | 33 611                                                            | 35,0                                                              |

| Élection de 2024 du 52e district congressionnel de Californie | Élection de 2024 du 52e district congressionnel de Californie | Élection de 2024 du 52e district congressionnel de Californie | Élection de 2024 du 52e district congressionnel de Californie | Élection de 2024 du 52e district congressionnel de Californie |
| ------------------------------------------------------------- | ------------------------------------------------------------- | ------------------------------------------------------------- | ------------------------------------------------------------- | ------------------------------------------------------------- |
| Parti                                                         | Parti                                                         | Candidat                                                      | Votes                                                         | %                                                             |
|                                                               | Démocrate                                                     | Juan Vargas (sortant)                                         | 172 217                                                       | 66,3                                                          |
|                                                               | Républicain                                                   | Justin Lee                                                    | 87 501                                                        | 33,7                                                          |
| Total des votes                                               | Total des votes                                               | Total des votes                                               | 259 718                                                       | 100 %                                                         |
|                                                               | Les Démocrates conservent                                     |                                                               |                                                               |                                                               |

## Frontières historique du district
De 2003 à 2013, le district comprenait de nombreuses banlieues nord et est de San Diego, notamment Lakeside, Poway, Ramona, La Mesa et Spring Valley. En raison du redécoupage après le recensement des États-Unis de 2010, une grande partie de cette zone se trouve maintenant dans le 50e district.